# Setuš
Setuš is een plaats in de gemeente  Martinska Ves in de Kroatische provincie Sisak-Moslavina. De plaats telt 206 inwoners (2001).